# Twistringen
Twistringen (Plattdeutsch Twustern) ist eine Stadt im Landkreis Diepholz in Niedersachsen. Sie liegt rund 30 Kilometer südwestlich von Bremen am Südostrand des Naherholungsgebietes Wildeshauser Geest. In Twistringen entspringt die Delme.

## Geografie

Kernstadt und die Ortschaften von Twistringen

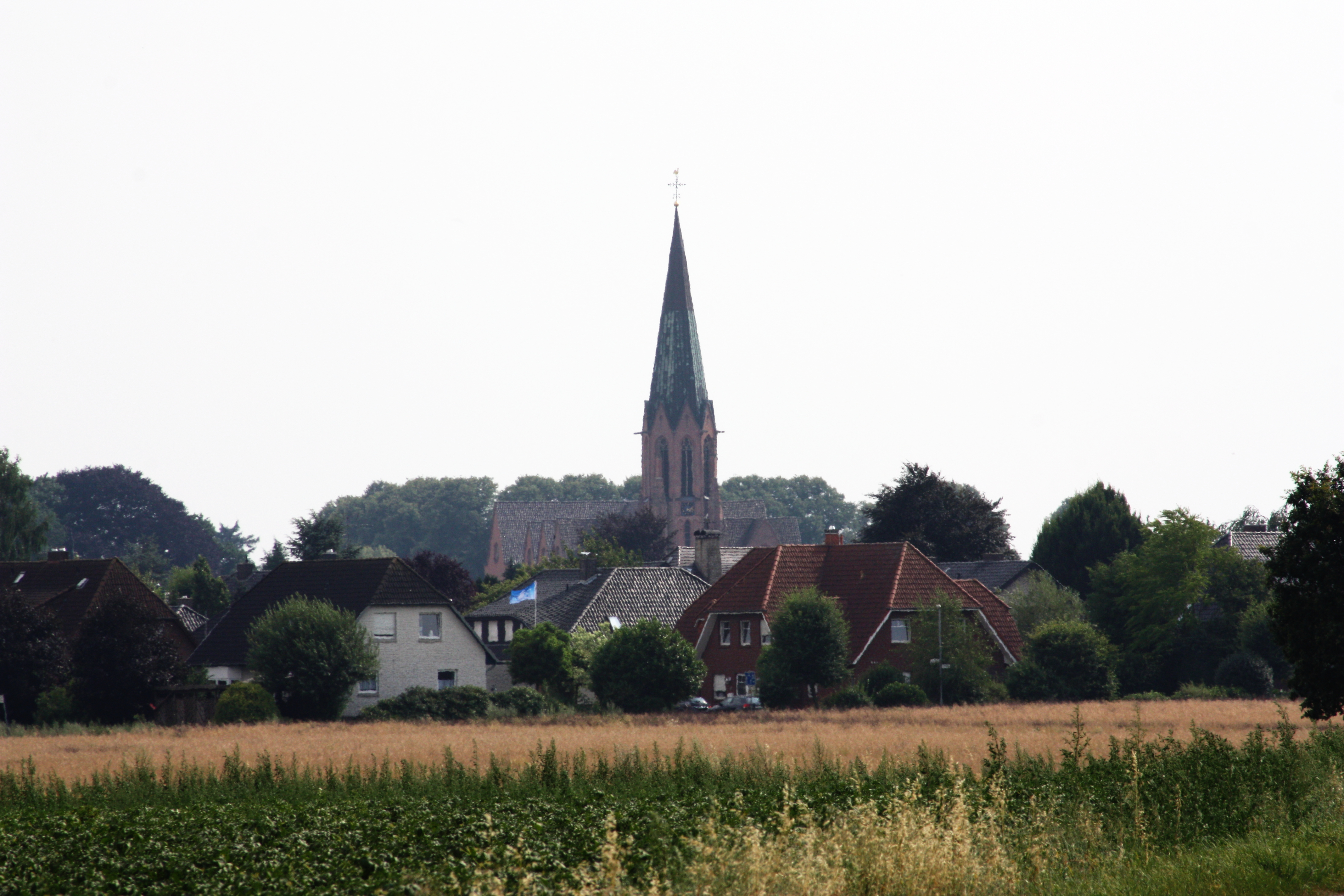
Twistringen

### Geografische Lage
Twistringen liegt 30 Kilometer südwestlich von Bremen, 25 Kilometer nordöstlich von Diepholz und 40 Kilometer westlich von Nienburg. Durch das Stadtgebiet nach Norden fließt die Delme und in westlicher Richtung durch Heiligenloh fließt die in die Hunte mündende Heiligenloher Beeke.

### Stadtgliederung
Die Stadt Twistringen besteht aus acht Ortschaften die jeweils einen Ortsrat haben (Einwohnerzahlen Stand 31. Januar 2025).
| Name                  | Einwohner | Orte                                                                         | Ortsbürgermeister          |
| --------------------- | --------- | ---------------------------------------------------------------------------- | -------------------------- |
| Abbenhausen           | 650       | Abbenhausen, Binghausen, Brümsen, Hinterm Holze, Köbbinghausen, Üssinghausen | Bernhard Kunst             |
| Altenmarhorst         | 804       | Altenmarhorst, Neuenmarhorst und Horst                                       | Andreas Beuke              |
| Heiligenloh           | 1.158     | Bissenhausen, Borwede, Ellinghausen, Heiligenloh, Ridderade, Stophel         | Anke von der Lage-Borchers |
| Mörsen                | 1.090     |                                                                              | Heinrich Schmidt           |
| Natenstedt            | 514       | Abbentheren, Duveneck, Ellerchenhausen, Lerchenhausen, Natenstedt, Rüssen    | Werner Schütte             |
| Scharrendorf          | 1.206     | Scharrendorf, Stöttinghausen                                                 | Rolf Meyer                 |
| Stelle                | 346       |                                                                              | Albert Rasche              |
| Twistringen (Zentrum) | 7.610     |                                                                              | Jens Bley                  |

### Nachbargemeinden
Nachbargemeinden der gesamten Stadt Twistringen sind innerhalb des Landkreises Diepholz im Nordosten die Stadt Bassum, im Südosten die Samtgemeinde Schwaförden und im Süden die Samtgemeinde Barnstorf. Im Westen sind die Gemeinden Colnrade (Landkreis Oldenburg) und Goldenstedt (Landkreis Vechta) Nachbarn.

### Geologie
Überregionale Bedeutung hat Twistringen in geologischer Hinsicht erlangt. Bis in die 1990er Jahre wurden am Ortsrand in den Gruben der Ziegelei Sunder Tonsteine abgebaut. Es handelt sich um Sedimente der Ur-Nordsee, die im Miozän zur Ablagerung kamen. Diese Fundstelle ist Typlokalität der Twistringen-Schichten. Das Alter dieser Ablagerungen aus dem Mittel-Miozän beträgt in etwa 15 Millionen Jahre.
In den Tonsteinen fand sich eine arten- und individuenreiche Fauna an Schnecken, Muscheln, Grabfüßern (Scaphopoden) und Korallen. Seltener kamen Seeigel, Wirbeltierknochen und -zähne sowie Cephalopodenreste vor. Die Fauna war insgesamt kleinwüchsig und wenig spektakulär. Aber aufgrund der Artenvielfalt (es sind alleine über 250 Schneckenarten aus den Twistringer Schichten bekannt und beschrieben) ergibt sich ein solch exaktes Bild der Tierwelt jener Epoche, dass Twistringen heute zu den klassischen Fundstellen der Paläontologie gezählt wird. Funde aus Twistringen befinden sich in zahlreichen Museen und Privatsammlungen.

## Geschichte
Twistringen wird erstmals um 1250 unter der Bezeichnung Thuisteringe in einer Urkunde als einer der Orte erwähnt, die jährliche Beiträge zum Unterhalt der Weserbrücke in Bremen leisten mussten.
Eine Pfarrei bestand in Twistringen bereits seit etwa 825. Nachdem die Christen im Niederstift Münster, dem Twistringen im 16. Jahrhundert angehörte, durch lutherische Prediger im Gefolge der Reformation stark im Sinne der evangelischen Konfession beeinflusst worden waren, wurde das Kirchspiel Twistringen ab 1668 erfolgreich rekatholisiert.
Im evangelisch geprägten bis 1866 hannoverschen, danach bis 1946 preußischen und seit 1946 niedersächsischen Umland ist das Kirchspiel Twistringen seit Jahrhunderten eine katholische Enklave und Sitz eines Dekanates.
Bis 1811 gehörte Twistringen zur Herrschaft Vechta im Niederstift Münster. 1811 wurde der Ort Teil des von Napoleon I errichteten Départements de l’Ems-Supérieur. Während der Franzosenzeit von 1811 bis 1813 erhielt der Ort mit der Napoleon-Straße (heute B 51) eine modernere Straßenanbindung.
Durch den Wiener Kongress und nach Grenzverhandlungen zwischen dem Großherzogtum Oldenburg und dem Königreich Hannover wurde Twistringen 1817 Hannover zugeordnet. Die katholische Kirchengemeinde wurde 1824 Teil des Bistums Osnabrück. Erst mit dem Bau der Eisenbahnstrecke Bremen–Osnabrück 1873 siedelten sich wieder Lutheraner in Twistringen an. Diese gründeten 1891 eine evangelisch-lutherische Gemeinde und weihten 1894 ihre Kirche ein.
In Twistringen gab es eine kleine jüdische Gemeinschaft und bis zur Reichspogromnacht von 1938 eine Synagoge, an die heute eine Gedenktafel erinnert. Außerhalb des Ortskerns liegt der Jüdische Friedhof Twistringen.
1964 erhielt die Gemeinde Twistringen die Stadtrechte. Am 1. März 1974 entstand die Einheitsgemeinde Stadt Twistringen mit den Ortschaften Abbenhausen, Altenmarhorst, Heiligenloh, Mörsen, Natenstedt, Rüssen, Scharrendorf, Stelle und Twistringen.

### Strohverarbeitung

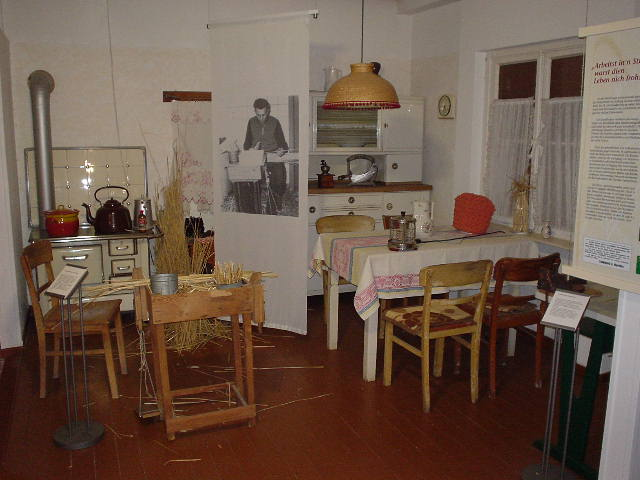
Küche aus den 1950er Jahren im Museum der Strohverarbeitung: Trinkhalmfertigung in Heimarbeit

Über Jahrhunderte spielte in Twistringen die Strohverarbeitung eine bedeutende Rolle. Zeitweise war ein Drittel der Einwohner in Fabriken und in Heimarbeit in diesem Industriezweig beschäftigt. Hergestellt wurden u. a. Strohhüte, Ummantelungen für Weinflaschen (so genannte Malotten) und Trinkhalme. Die Artikel wurden in zahlreiche Länder exportiert. Das Museum der Strohverarbeitung dokumentiert die Geschichte und Entwicklung dieser Industrie von ihren Anfängen bis in die Gegenwart.
Größter Strohhut der Welt
Zur Feier des 750-jährigen Jubiläums der Stadt Twistringen im Jahr 2000 wurde vor dem Rathaus ein Strohhut angefertigt, der einen Eintrag ins Guinness-Buch der Rekorde brachte. Mit einem Durchmesser von etwa 5,5 Metern stellt der Hut eine 20-fache Vergrößerung eines Kreissäge-Hutes aus den 1920er Jahren dar. Der Hut ist heute im Museum der Strohverarbeitung zu sehen.

### Frühgeschichtlicher Ringwall

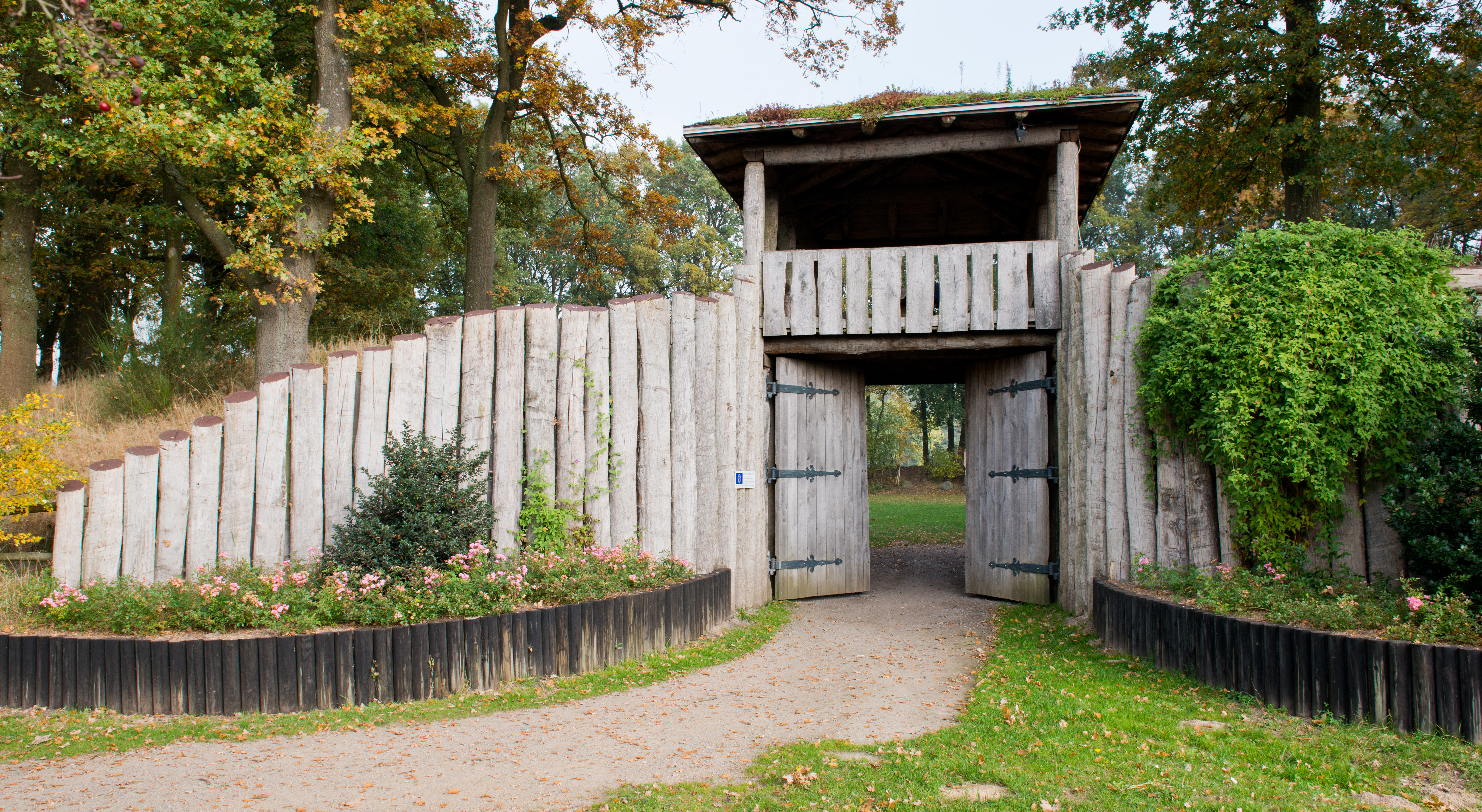
Eingangstor zur Hünenburg

Im Ort Stöttinghausen befindet sich die Hünenburg Stöttinghausen. Sie ist ein frühgeschichtlicher Ringwall mit einem Durchmesser von etwa 80 m. Dabei handelt es sich um die Reste einer frühgeschichtlichen Wehranlage aus dem 5. bis 9. Jahrhundert. 1932 ergab eine Untersuchung des Wallinneren, dass sich ehemals mehrere Gebäude darin befanden. 2005 wurde das hölzerne Eingangstor zur Hünenburg rekonstruiert. 2008 folgte das erste Gebäude im Innenbereich. Den Abschluss bildete 2014 die Errichtung eines Backhauses. Die Pflege und Instandhaltung der Anlage übernahm der Heimatverein.

### Flugzeugunglück von 1973
Am 13. November 1973 stürzte ein belgischer Starfighter im Ortsteil Mörsen auf einen landwirtschaftlichen Betrieb mit Wohnhaus. Der Pilot, ein Feuerwehrmann, der Vater, die Mutter und zwei Mädchen einer Familie kamen ums Leben. Ein Junge der Familie konnte sich aus einer Luke heraus retten, bevor das Feuer auf das Wohnhaus übergriff. Das Unglück hinterließ drei junge Waisen.

## Politik

### Stadtrat
Der Stadtrat der Stadt Twistringen besteht aus 26 Ratsfrauen und Ratsherren. Für eine Stadt mit einer Einwohnerzahl zwischen 12.001 und 15.000 Einwohnern sind laut Niedersächsischem Kommunalverfassungsgesetz (NKomVG) normalerweise 30 Ratsmitglieder vorgesehen. Der Rat der Stadt Twistringen hat von der Möglichkeit einer Verringerung der zu wählenden Ratsmitglieder Gebrauch gemacht und hat die Zahl per Ratsbeschluss um vier auf 26 Ratsmitglieder verringert. Die 26 Ratsmitglieder werden durch eine Kommunalwahl für jeweils fünf Jahre gewählt. Die Amtszeit begann am 1. November 2021 und endete am 31. Oktober 2026.
Stimmberechtigt im Rat der Stadt ist außerdem der hauptamtliche Bürgermeister Jens Bley.
Die letzten Kommunalwahlen ergaben die folgenden Ergebnisse:
| Wahljahr | CDU | FWG | GRÜNE | SPD | FDP | LINKE | Gesamt   |
| -------- | --- | --- | ----- | --- | --- | ----- | -------- |
| 2021     | 11  | 5   | 5     | 3   | 2   | 0     | 26 Sitze |
| 2016     | 12  | 4   | 4     | 3   | 2   | 1     | 26 Sitze |
| 2011     | 15  | 0   | 4     | 5   | 2   | 0     | 26 Sitze |
| 2006     | 17  | 0   | 2     | 5   | 2   | 0     | 26 Sitze |
| 2001     | 22  | 0   | 2     | 6   | 0   | 0     | 30 Sitze |

Stand: Kommunalwahl am 12. September 2021

### Bürgermeister
Seit Juni 2019 ist Jens Bley hauptamtlicher Bürgermeister der Stadt Twistringen. Als parteiunabhängiger Bewerber setzte er sich mit 78,39 % der Stimmen gegen seinen Mitbewerber durch.
Bisherige Bürgermeister der Stadt:
- 1968–1996: Karl Kunst (CDU)
- 2000–2014: Karl Meyer (parteilos)
- 2014–2018: Martin Schlake (parteilos)
- Mai 2018–Juni 2019: Horst Wiesch, Interims-Bürgermeister[11]
- seit Juni 2019: Jens Bley (CDU)

### Ortsrat
Der Ortsrat, der den Ortsteil Twistringen der gleichnamigen Stadt vertritt, setzt sich aus elf Mitgliedern zusammen. Die Ratsmitglieder werden durch eine Kommunalwahl für jeweils fünf Jahre gewählt. Die aktuelle Amtszeit begann am 1. November 2021 und endet am 31. Oktober 2026.
Bei der Kommunalwahl 2021 ergab sich folgende Sitzverteilung:
| Ortsrat 2021Insgesamt 11 Sitze - SPD: 1 - Grüne: 2 - FWG: 2 - FDP: 2 - CDU: 4 |

### Wappen
| | Blasonierung: „Geteilt von Rot und Gold; oben ein springendes silbernes Ross, unten ein roter Balken, belegt mit drei goldenen Zahnrädern.“ |
| Wappenbegründung: Das Wappen erinnert an die früheren Schicksale des Ortes im Interessenraum des Hochstifts Münster (Amt Vechta) und des Herzogtums Braunschweig-Lüneburg als Rechtsnachfolgers der Grafen von Hoya. Die sogenannte „Mehrherrigkeit“ bewirkte, dass die Herrschaft über Twistringen jahrhundertelang insbesondere zwischen den Münsterer Bischöfen und den Grafen von Hoya wechselte. Auf die Welfen deutet das Niedersachsenross hin, auf Münster der rote Balken in goldenem Feld. Die Zahnräder sollen Industrie und Handwerk versinnbildlichen. Das Wappen wurde vom Heraldiker Gustav Völker aus Hannover gestaltet und 1936 durch den Oberpräsidenten der Provinz Hannover verliehen. | |

### Partnerschaften
- Seit 1977 hat Twistringen eine Partnerstadt in Frankreich, die Gemeinde Bonnétable (4.000 Einwohner) nordöstlich von Le Mans im Département Sarthe.
- Seit 2003 gibt es mit der litauischen Stadt Kaišiadorys (10.000 Einwohner) im Bezirk Kaunas eine Städtepartnerschaft.[14]
- Twistringen ist im Kommunalverbund Niedersachsen/Bremen vertreten.

## Kultur und Sehenswürdigkeiten

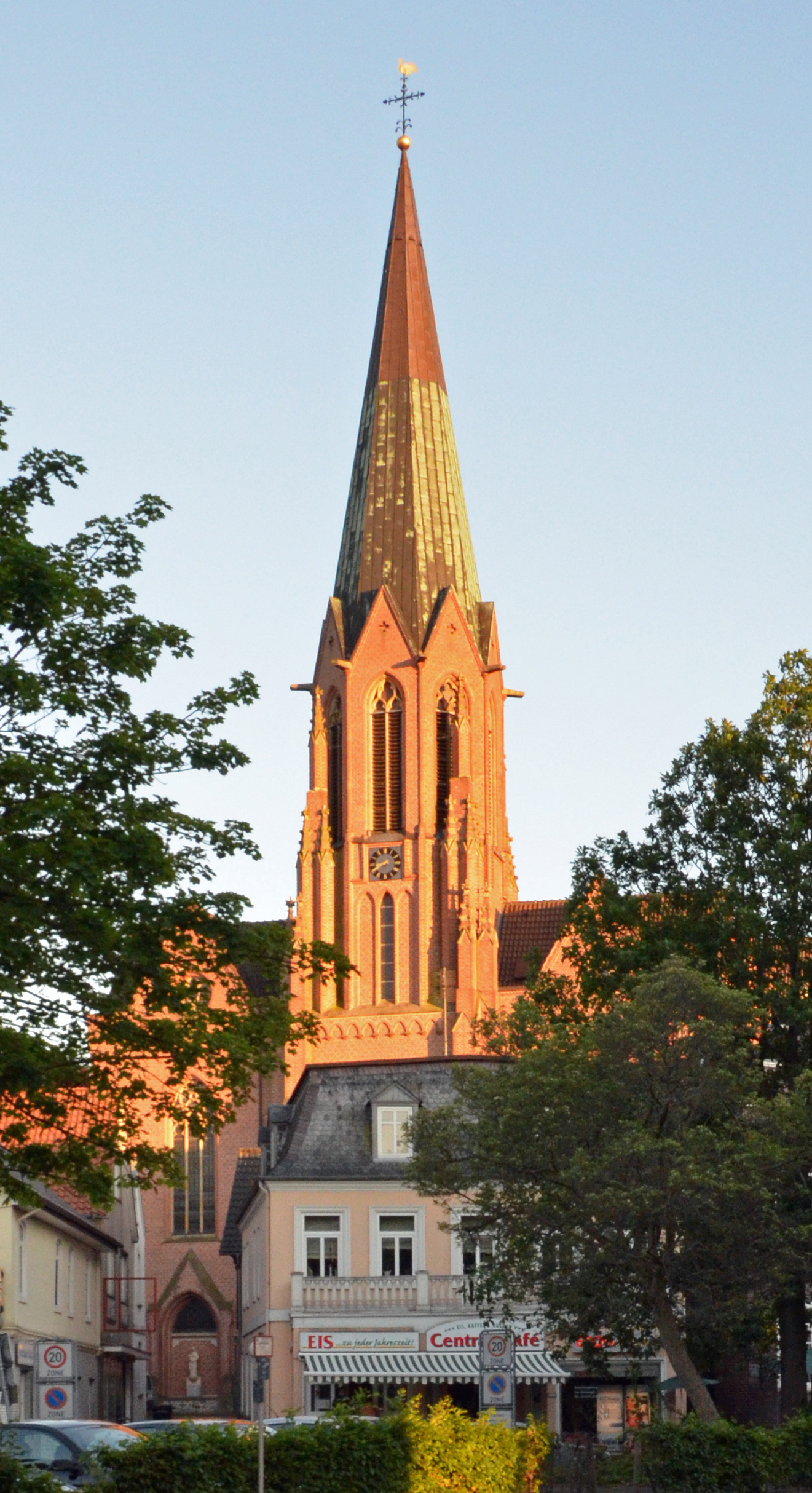
Kirche St. Anna

### Bauwerke
In der Liste der Baudenkmale in Twistringen sind für den Kernort Twistringen 13 Baudenkmale aufgeführt, für die gesamte Stadt Twistringen sind es 31 Baudenkmale.
- Katholische neugotische Kirche St. Anna von 1870 ist mit 56 Meter hohen Turm; Wahrzeichen der Stadt. Innen: u. a. ein 800 Jahre alter Taufbrunnen und ein aus dem Spätbarock stammendes Ölbergbild
- Evangelische neogotische Martin-Luther-Kirche von 1894 mit 34,75 Meter hohem Westturm
- Evangelische gotische Pfarrkirche Heiligenloh vom 13. Jh. mit 34 Meter hohe Westturm, Am Pfarrgarten
- Speicher von 1851 in Lerchenhausen
- Ringwall (Hühnenburg) in Scharrendorf
- Schule Am Markt in Twistringen

### Kunst im öffentlichen Raum
- Im Ortsteil Heiligenloh befinden sich zwei Skulpturen von Künstlern aus Syke. Die beiden zusammengehörenden Objekte verweisen auf die über 200-jährige, in dieser Form im norddeutschen Raum einmalige Strohverarbeitung im Kirchspiel Twistringen:
  - Figur und Tafelrelief: Bronzeskulptur von 2000 an der St. Anna-Kirche in Twistringen von Andreas Frömberg;
  - Ausschwärmende Wünsche: Stahlskulptur von 2002 bei der Schule in Heiligenloh von Elsa Töbelmann und Henning Greve
- Aus der Enge befreit: Sandsteinfigur von 2004 im Eingangsbereich des St.-Annen-Stiftes vom Osnabrücker Bildhauer Dominikus Witte. Es soll das Ziel der dort untergebrachten Psychiatrie verdeutlichen, dass der Einzelne aus seinen Verstrickungen ans Licht treten kann.
- Goldregen: Stahlskulptur von 2013 über die Hunte südlich der „Goldenen Brücke“ an der Grenze des Ortsteils Rüssen zu Goldenstedt, angefertigt von dem Schmiedekünstler Alfred Bullermann aus Friesoythe[15]

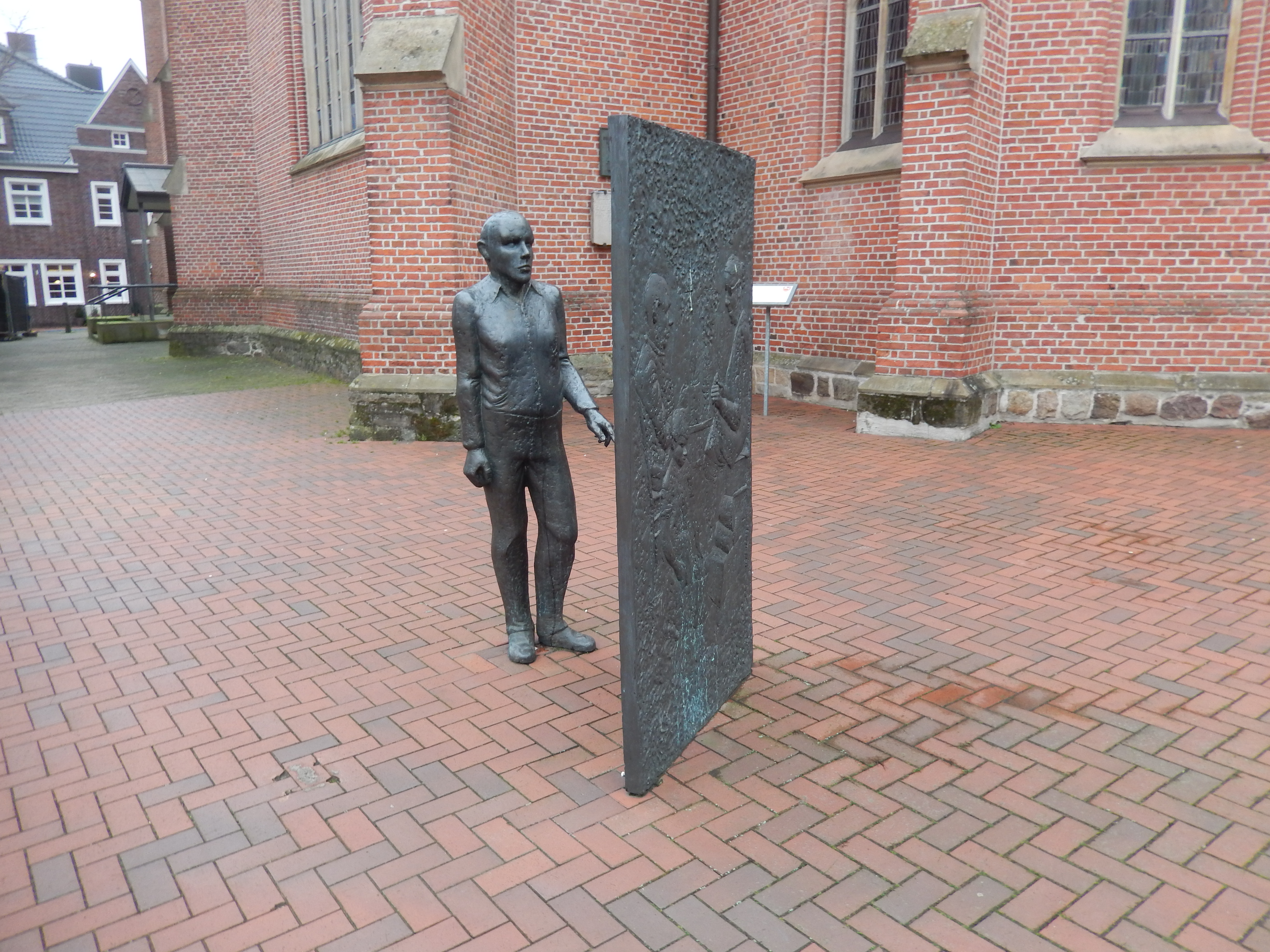
Andreas Frömberg: Bronzeskulptur Figur und Tafelrelief (an der St. Anna-Kirche)
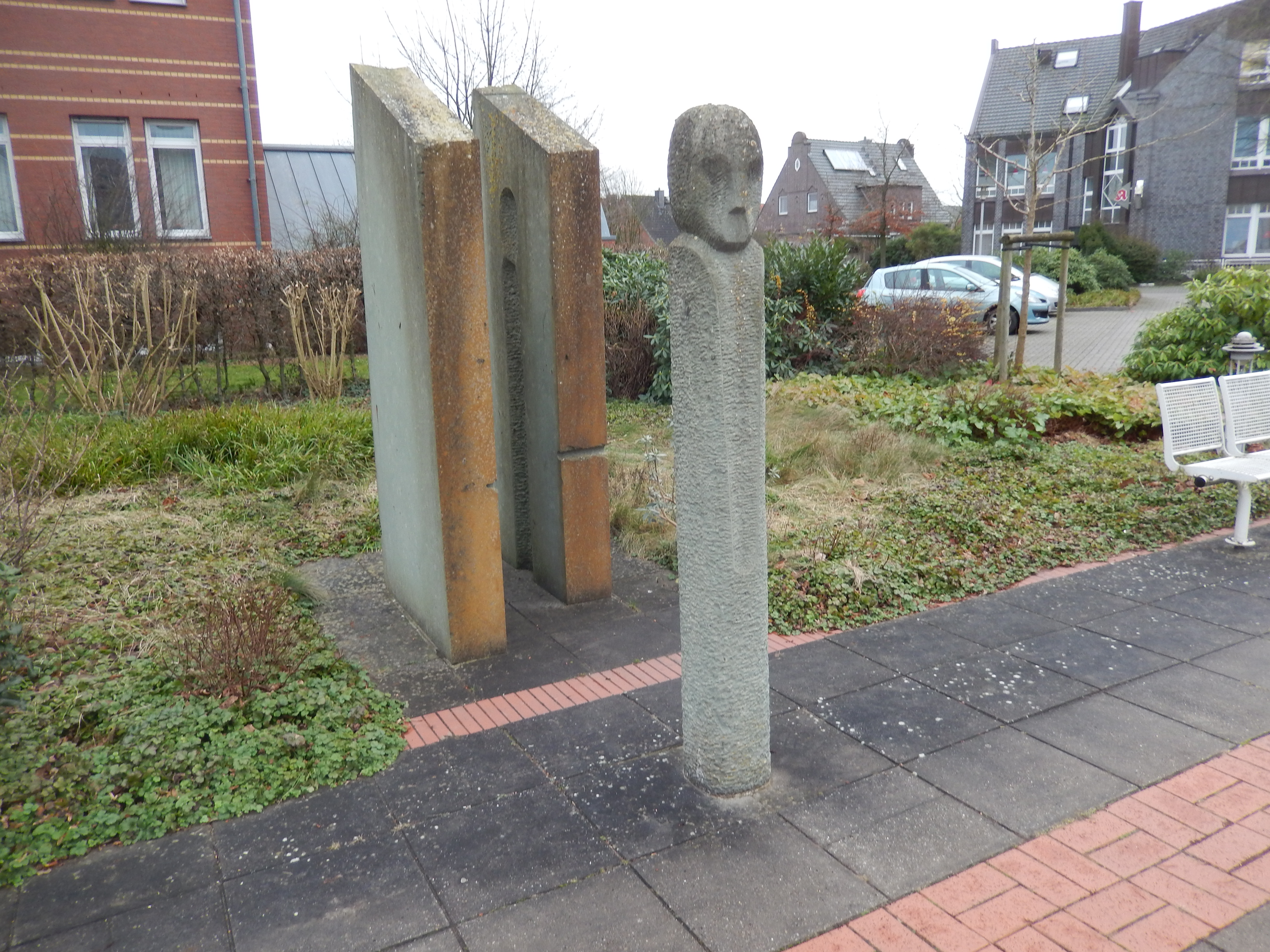
Dominikus Witte: Skulptur Aus der Enge befreit (im Eingangsbereich des St.-Annen-Stiftes)
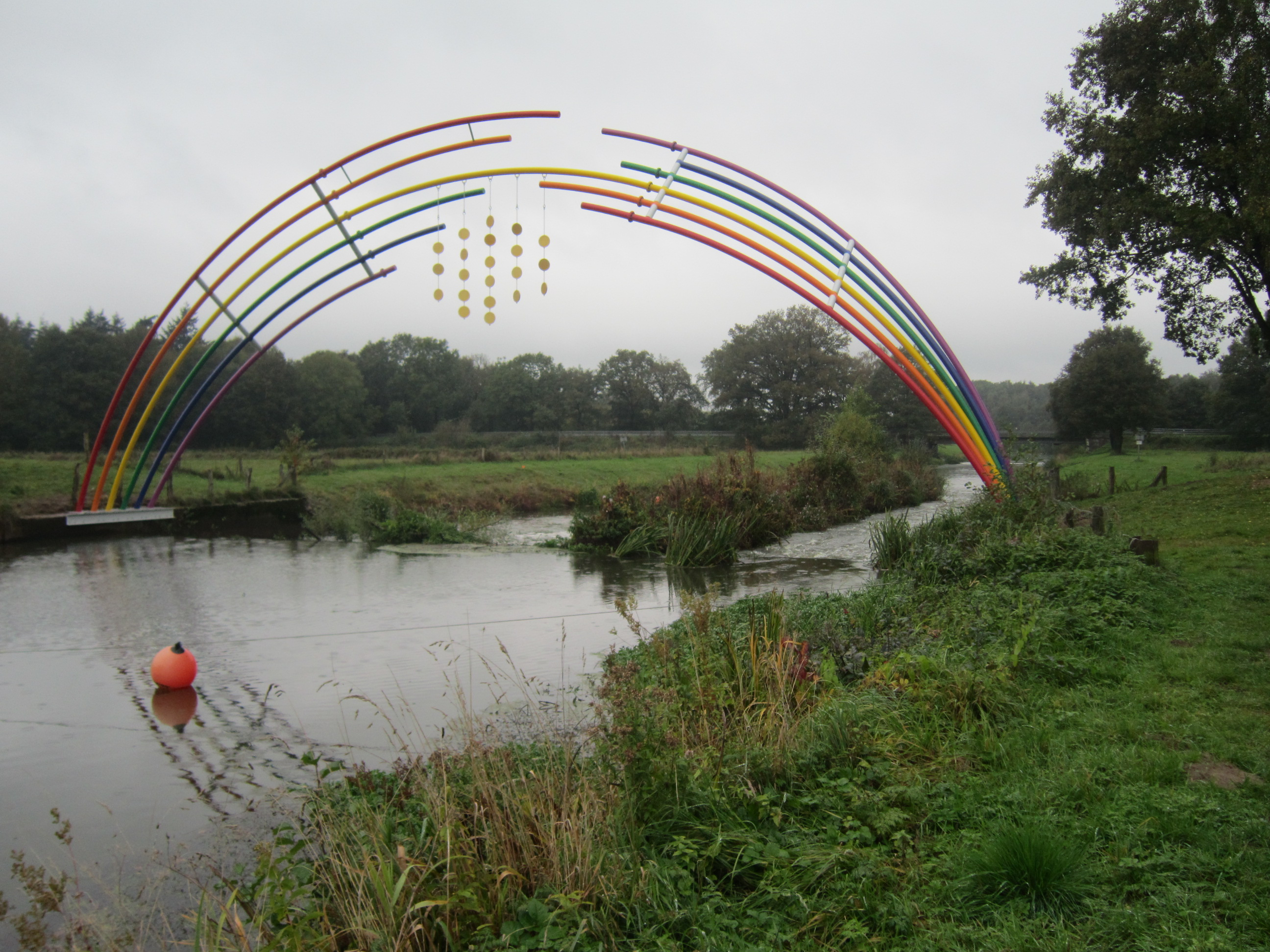
Alfred Bullermann: Stahlskulptur Goldregen südlich der „Goldenen Brücke“ über die Hunte zwischen Goldenstedt und Twistringen; die Skulptur symbolisiert einen Regenbogen mit einem Goldschatz

### Musik
- Jährlich finden im Rahmen des Twistringer Orgelherbstes Konzerte in der St.-Anna-Kirche statt. Namhafte Interpreten aus dem In- und Ausland gastieren in drei bis vier Konzerten.[16]
- Das Twistringer Blasorchester mit knapp 50 aktiven Mitgliedern spielt klassische und moderne Musik und veranstaltet jedes Jahr drei Konzerte.[17]
- Die Freunde der alten Ziegelei veranstalten seit 2011 jährlich ein dreitägiges Open-Air-Konzert mit internationalen, nationalen und lokalen Bands. Das Programm besteht hauptsächlich aus Hard-Rock- und Blues-Rock-Bands.[18] Zusätzlich werden jährlich vier bis fünf Hallen-Konzerte veranstaltet. Das Programm dieser Konzerte besteht hauptsächlich aus den Bereichen Rock, Blues und Soul. Es treten sowohl Coverbands als auch eigenständige Bands auf.[19]

### Stadtarchiv
Das Stadtarchiv Twistringen im Rathaus, Lindenstr. 14, ist das Verwaltungsarchiv der Stadt Twistringen. Hier stehen Akten, Karten, Urkunden, Nachlässe und alte Ausgaben der regionalen Zeitungen zur Verfügung.

### Jüdischer Friedhof
Der Jüdische Friedhof in Twistringen ist ein Kulturdenkmal. Er ist einer von acht gut erhaltenen jüdischen Friedhöfen im Landkreis Diepholz. Auf dem Friedhof an der Straße Zur Poggenmühle befinden sich 46 Grabsteine von 1839 bis 1945 für jüdische Verstorbene.

### Landschaftsschutzgebiete
- Waldgebiet Dehmse, liegt im nördlichen Stadtgebiet von Twistringen, ca. 1 km westlich des Twistringer Ortsteils Köbbinghausen, an der Grenze zur Samtgemeinde Harpstedt
- Steller-Moor im östlichen Stadtgebiet von Twistringen

## Wirtschaft und Infrastruktur

### Wirtschaft
In Twistringen gibt es Unternehmen zur Versorgung der Landwirtschaft wie z. B. Raiffeisen-Warengenossenschaft Niedersachsen, Best 3 Geflügelernährung und Kraftfutter-Meyer.

### Bildung

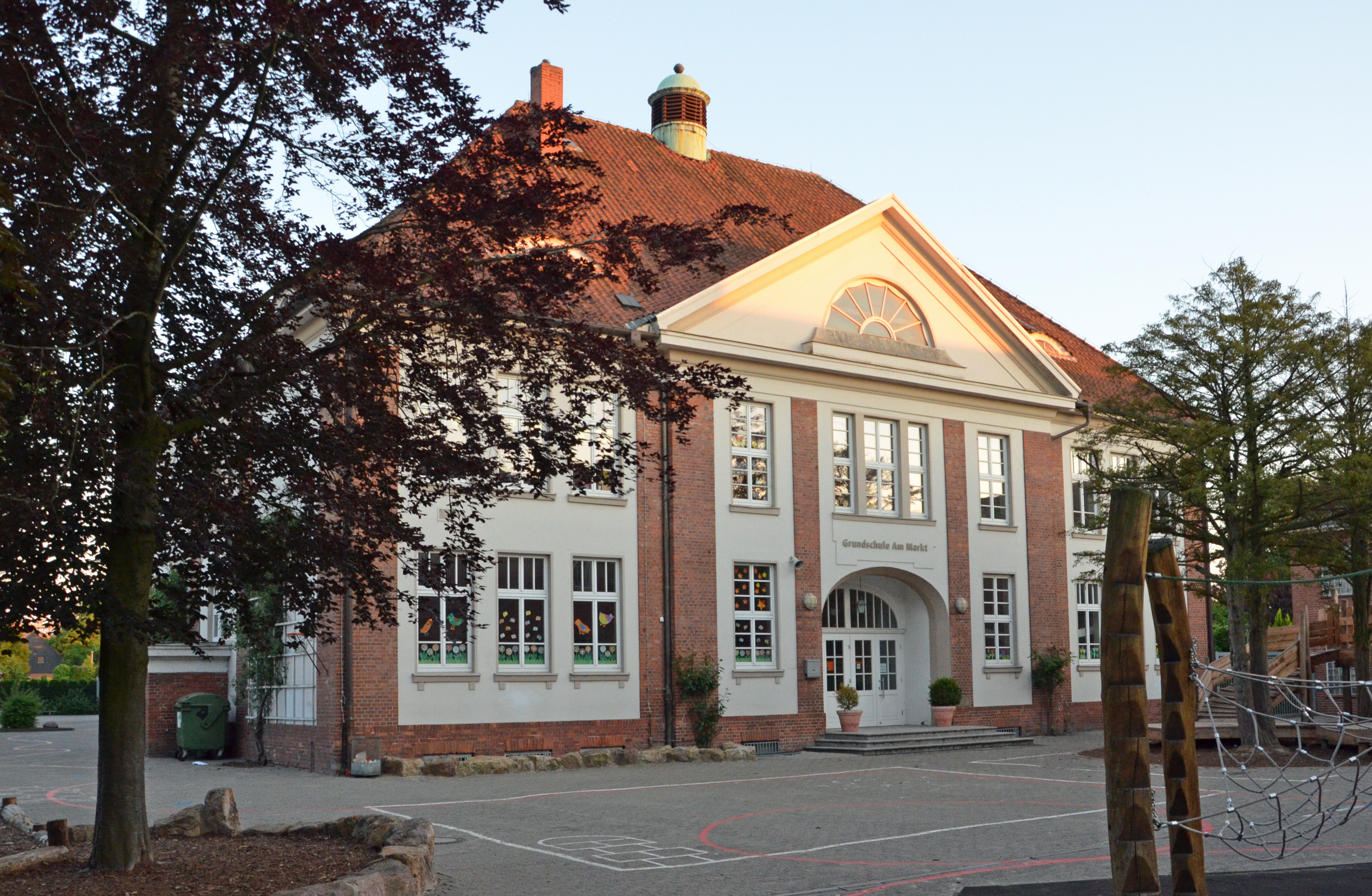
Schule Am Markt

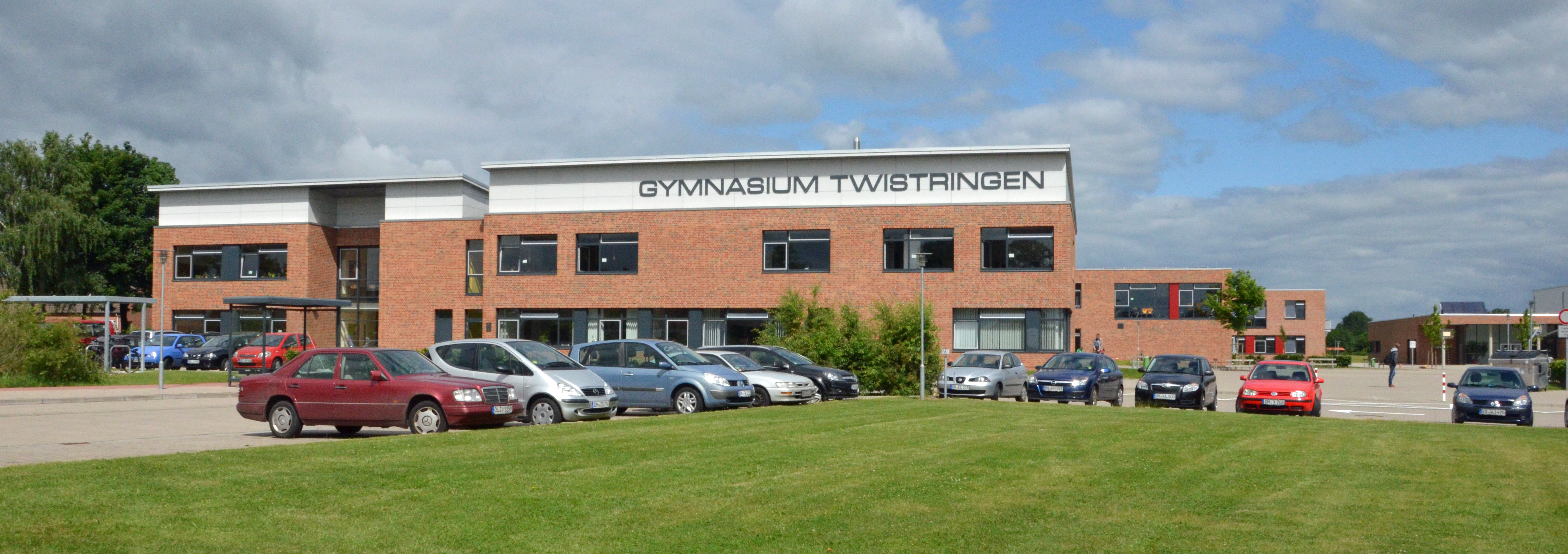
Gymnasium Twistringen

In Twistringen gibt es eine Grundschule und ein Schulzentrum. Im Schulzentrum sind Hauptschule und Realschule untergebracht. Auf demselben Gelände befand sich auch die Stadtbücherei. Das Gymnasium gibt es seit 2004 und war zunächst ebenfalls im Schulzentrum untergebracht. Im August 2007 konnte das Gymnasium dann ein neues Gebäude an der Vechtaer Straße beziehen. Seit 2011 trägt es den Namen Hildegard-von-Bingen-Gymnasium Twistringen.
Außerdem geben die Volkshochschule Diepholz und die Kreismusikschule des Landkreises Diepholz in Twistringen Unterricht. Twistringen verfügt zudem über mehrere Kindergärten.

### Sozialeinrichtungen
- Klinikverbund Landkreis Diepholz gGmbH: Tagesklinik für Psychiatrie und Psychotherapie sowie Psychiatrische Institutsambulanz (PIA) in den Räumen der ehemaligen Klinik Twistringen.
- Tagesklinik für Kinder- und Jugendpsychiatrie des Kinderhospitalverein zu Osnabrück in den Räumen der ehemaligen Klinik Twistringen mit Psychiatrischer Institutsambulanz (PIA) für Kinder- und Jugendliche.
- Christliche Pfadfinder – Stamm Mauritius: Schulungen für Kinder und Jugendliche sowie Leiter[21]

### Verkehr
Bahn

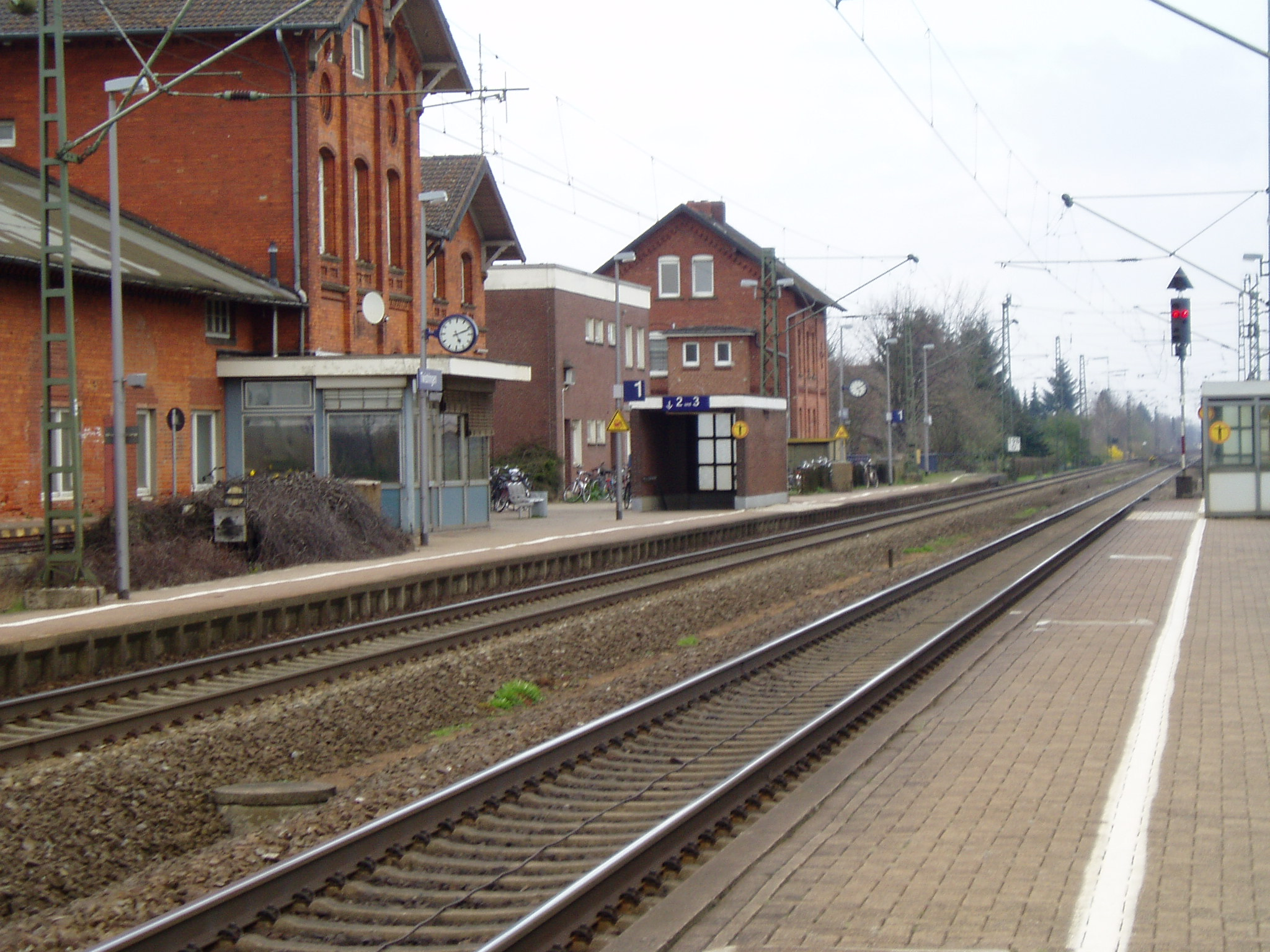
Twistringer Bahnhof

Der Bahnhof Twistringen liegt an der Bahnstrecke Wanne-Eickel–Hamburg. Die Verbindung nach Bremen erfolgt etwa halbstündlich (RE 9 und Regio-S-Bahn RS 2); Osnabrück ist stündlich angebunden (RE 9).
Straße
Die B 51 durchschneidet das Stadtgebiet in Nordost-Südwest-Richtung und schafft Verbindung zum Norden nach Bremen und nach Süden zur Kreisstadt Diepholz und nach Osnabrück. Die nordöstlich in 18 Kilometer Entfernung verlaufende Bundesautobahn 1 schafft nach Norden hin Verbindung bis nach Hamburg und zum Süden hin bis nach Münster und ins Ruhrgebiet.
Bus
Von Twistringen aus verkehren Buslinien über Barnstorf nach Diepholz und über Ehrenburg nach Sulingen. Außerdem verkehren mehrere Schulbuslinien zum Schulzentrum Twistringen.

## Persönlichkeiten

### Söhne und Töchter der Stadt
- Wilhelm Helms (1923–2019), Landwirt und Politiker (Landrat, MdB und MdEP)
- Karl Kunst (1934–2019), Politiker (CDU)
- Josef Meyer (1936–2012), Politiker (MdL, Landrat)
- Hartwig Steenken (1941–1978), Springreiter (Olympiasieger und Weltmeister)
- May Spils (* 1941), Regisseurin
- Eike Gramss (1942–2015), Theaterregisseur und Intendant
- Arno Rolf (* 1942), Informatiker
- Dieter Ohlendiek (1943–2000), Schauspieler, Hörspiel- und Synchronsprecher
- Brigitte Seebacher (* 1946), Historikerin
- Reinhold Beckmann (* 1956), Fernsehmoderator
- Achim Bitter (* 1960), Künstler
- Karl-Thomas Neumann (* 1961), Manager
- Volker Meyer (* 1968), Politiker (CDU), Abgeordneter des Niedersächsischen Landtags

### Persönlichkeiten, die vor Ort wirken
- Otto Bach (1924–2010), Pädagoge, Heimatforscher und Autor
- Friedrich Kratzsch (* 1946), Pädagoge, Heimatforscher und Autor

## Das Twistringer Lied
Das Twistringer Lied ist eine lokale Hymne, die 1935 von Franz Berger (Text) zusammen mit Heinrich Hammann sen. (Musik) komponiert wurde. Der in Hannover geborene Franz Berger war Lehrer und Politiker in Twistringen. Die vierte Strophe des Liedes entstand 1937 zum zehnjährigen Bestehen des Twistringer Schützenvereins.

„Zwischen Weserland und Hunte

Zwischen Bergland und dem Meer

Wo in weiter, breiter Runde

Korn auf Feldern ährenschwer,

Wo die Väter erdverbunden

Schaffen mit der Söhne Kraft,

Wo der Fremde hergefunden,

Gern sich eine Heimat schafft.
(Refrain:)
Perle, du in Niedersachsen,

Stätte schönster Fröhlichkeit,

Twistringen ans Herz gewachsen

Bist du mir in aller Zeit.
Arbeit, Handel, Wandel, Streben

Zeichnen uns im Heimatland.

Frau'n und Töchter unser Leben

Schmücken Sie mit lieber Hand,

Frohsein, Munterkeit und Freude,

Starker Mut und Tüchtigsein,

Hilfsbereit in allem Leide,

Dafür stehen wir gern ein.
(Refrain)
Bin ich einst im fremden Lande,

Jugendleicht von hier entschlüpft,

Reißen sollen nicht die Bande,

Die, die Heimat mir geknüpft,

Unter ferner Himmel Bläue,

Hätte man mich noch so gern,

Immer schwöre ich aufs neue:

Twistringen mein Lebensstern.
(Refrain)
Grüne Röcke, grüne Hüte

Federschmuck als bunte Zier

Und ein Trunk in alter Güte,

Solches lobt ein Schütze hier.

An der Preis- und Königsscheibe,

Klares Aug' und feste Hand,

Dass es immer noch so bleibe

Hier in unserm Vaterland.
(Refrain)“

## Sonstiges
Während des Zweiten Weltkrieges wurde in Twistringen in großem Ausmaß illegal Schnaps gebrannt und auch in umliegende Orte vertrieben. Die Schnapsbrennerei brachte Twistringen im Volksmund den Beinamen Brenndorf ein. Dieser Name ist in der näheren Umgebung Twistringens zum Teil heute noch gebräuchlich.
In den 1960er Jahren gewann Twistringen bundesweit mediale Aufmerksamkeit, weil drei ortsansässige Pastoren ein Kino absperren wollten, das Ingmar Bergmans Film Das Schweigen aufführen wollte.